# ك. بي. غانيش كومار
ك. بي. غانيش كومار هو سياسي وممثل هندي، ولد في 25 مايو 1966 في الهند.

## وصلات خارجية
- ك. بي. غانيش كومار على موقع IMDb (الإنجليزية)
- ك. بي. غانيش كومار على موقع قاعدة بيانات الفيلم (الإنجليزية)